# Craspedosoma ciliatum
Craspedosoma ciliatum är en mångfotingart som beskrevs av Carl Ludwig Koch. Craspedosoma ciliatum ingår i släktet Craspedosoma och familjen knöldubbelfotingar. Inga underarter finns listade i Catalogue of Life.